# Akbaba, Sultandağı
Akbaba là một xã thuộc huyện Sultandağı, tỉnh Afyonkarahisar, Thổ Nhĩ Kỳ. Dân số thời điểm năm 2011 là 160 người.